# 雪山杜鹃
雪山杜鹃（学名：Rhododendron aganniphum var. aganniphum）为杜鹃花科杜鹃花属下的一个变种。